# Frederic Calland Williams
Frederic Calland Williams (26 juin 1911 à Stockport - 11 août 1977 à Manchester), surnommé Freddie Williams, est un ingénieur anglais.
Il étudie à l'université Victoria de Manchester, et reçoit le titre de docteur en 1936 pour ses travaux sur le bruit de circuit et de valve au Magdalen College d'Oxford.
Employé au Telecommunications Research Establishment, il contribue significativement au développement du radar pendant la Seconde Guerre mondiale.

## Inventions
En 1946, il est nommé chef du département d'ingénierie électrique de l'université de Manchester. Là, avec Tom Kilburn, il invente le tube de Williams, un tube cathodique utilisable comme mémoire d'ordinateur. En 1948, avec Kilburn et Geoff Tootill, il met au point la Small-Scale Experimental Machine, le premier ordinateur dont le programme était enregistré dans la même mémoire que les données. Le support de cette mémoire était le tube de Williams. Cette machine est la base du Manchester Mark I.